# Nassim Nicholas Taleb
Nassim Nicholas Taleb (født 1960) er en libanesisk-amerikansk forfatter og filosof. Han har blandt andet skrevet Fooled by Randomness og The Black Swan.